# Rupert Frazer
Rupert Frazer, född 12 mars 1947, är en brittisk skådespelare.

## Filmografi i urval
- 1976 – Les Miserables (TV)
- 1982 – Gandhi
- 1987 – Solens rike
- 1994 – Zorn
- 1998 – Berkeley Square (TV-serie)
- 1998 – Shadow Run
- 2002 – Shackleton (TV)
- 2012–2016 – Holby City (TV-serie)
- 2015 – Downton Abbey (TV-serie)
- 2020 – Coronation Street (TV-serie)